# Sheila Chepkirui
Sheila Chepkirui Kiprotich (* 27. Dezember 1990) ist eine kenianische Leichtathletin, die sich auf den Mittel- und Langstreckenlauf spezialisiert hat.

## Sportliche Laufbahn
Erste internationale Erfahrungen sammelte Sheila Chepkirui im Jahr 2005, als sie bei den Jugendweltmeisterschaften in Marrakesch in 4:12,29 min die Goldmedaille im 1500-Meter-Lauf gewann. Zwei Jahre später sicherte sie sich dann bei den Jugendweltmeisterschaften in Ostrava in 4:19,26 min die Bronzemedaille. 2008 schied sie bei den Juniorenweltmeisterschaften in Bydgoszcz mit 4:24,21 min im Vorlauf aus und im Jahr darauf belegte sie bei den Juniorenafrikameisterschaften in Bambous in 2:12,61 min den achten Platz im 800-Meter-Lauf. In den folgenden fünf Jahren bestritt sie kaum Wettkämpfe, erst bei den Crosslauf-Afrikameisterschaften 2016 in Yaoundé gewann sie in 30:44 min die Silbermedaille im Einzelbewerb hinter ihrer Landsfrau Alice Aprot Nawowuna und in der Teamwertung sicherte sie sich die Goldmedaille. Im Juni startete sie im 5000-Meter-Lauf bei den Afrikameisterschaften in Durban und siegte dort mit neuem Meisterschaftsrekord von 15:05,45 min. Im Jahr darauf erreichte sie dann bei den Weltmeisterschaften in London das Finale über 5000 Meter und belegte dort mit 14:54,05 min den siebten Platz. 2019 siegte sie in 1:11:51 h beim Nairobi-Halbmarathon und im Jahr darauf wurde sie beim Valencia-Halbmarathon in 1:05:39 h Zweite. 2022 wurde sie beim RAK-Halbmarathon in 1:04:36 h Dritte und im August gewann sie bei den Commonwealth Games in Birmingham in 31:09,46 min die Bronzemedaille über 10.000 Meter hinter der Schottin Eilish McColgan und ihrer Landsfrau Irene Cheptai.
In den Jahren 2016 und 2019 wurde Chepkirui kenianische Meisterin im 5000-Meter-Lauf.

## Persönliche Bestzeiten
- 800 Meter: 2:06,41 min, 1. August 2015 in Nairobi
- 1500 Meter: 4:12,29 min, 15. Juli 2005 in Marrakesch
- 3000 Meter: 8:45,94 min, 2. Juni 2017 in Somerville
- 5000 Meter: 14:54,05 min, 13. August 2017 in London
- 10.000 Meter: 30:45,81 min, 4. Mai 2021 in Stockholm
- Halbmarathon: 1:04:36 h, 19. Februar 2022 in Ra’s al-Chaima
- Marathon: 2:17:29 h, 4. Dezember 2022 in Valencia